# Edmund Naughton
Edmund Naughton, född mars 1926, död 9 september 2013, var en amerikansk författare.
Naughton var journalist och sedan professor i engelska men efter att under 1950-talet ha varit utsatt för McCarthyism emigrerade han till Frankrike.
Han är främst känd för debutromanen McCabe, som i regi av Robert Altman blev filmen McCabe & Mrs. Miller 1971.